# 諾特氏底鱂
諾特氏底鱂（学名：Fundulus nottii），為輻鰭魚綱鯉齒目鯉齒亞目底鱂科的其中一種，為溫帶魚類，分布於北美洲美國路易斯安那州東南部到阿拉巴馬州西南部淡水流域，體長可達6公分，棲息在植被生長、泥底質沼澤、溪流、水塘底中層水域，生活習性不明，可做為觀賞魚。

## 擴展閱讀
維基物種上的相關：諾特氏底鱂